# Žlutava

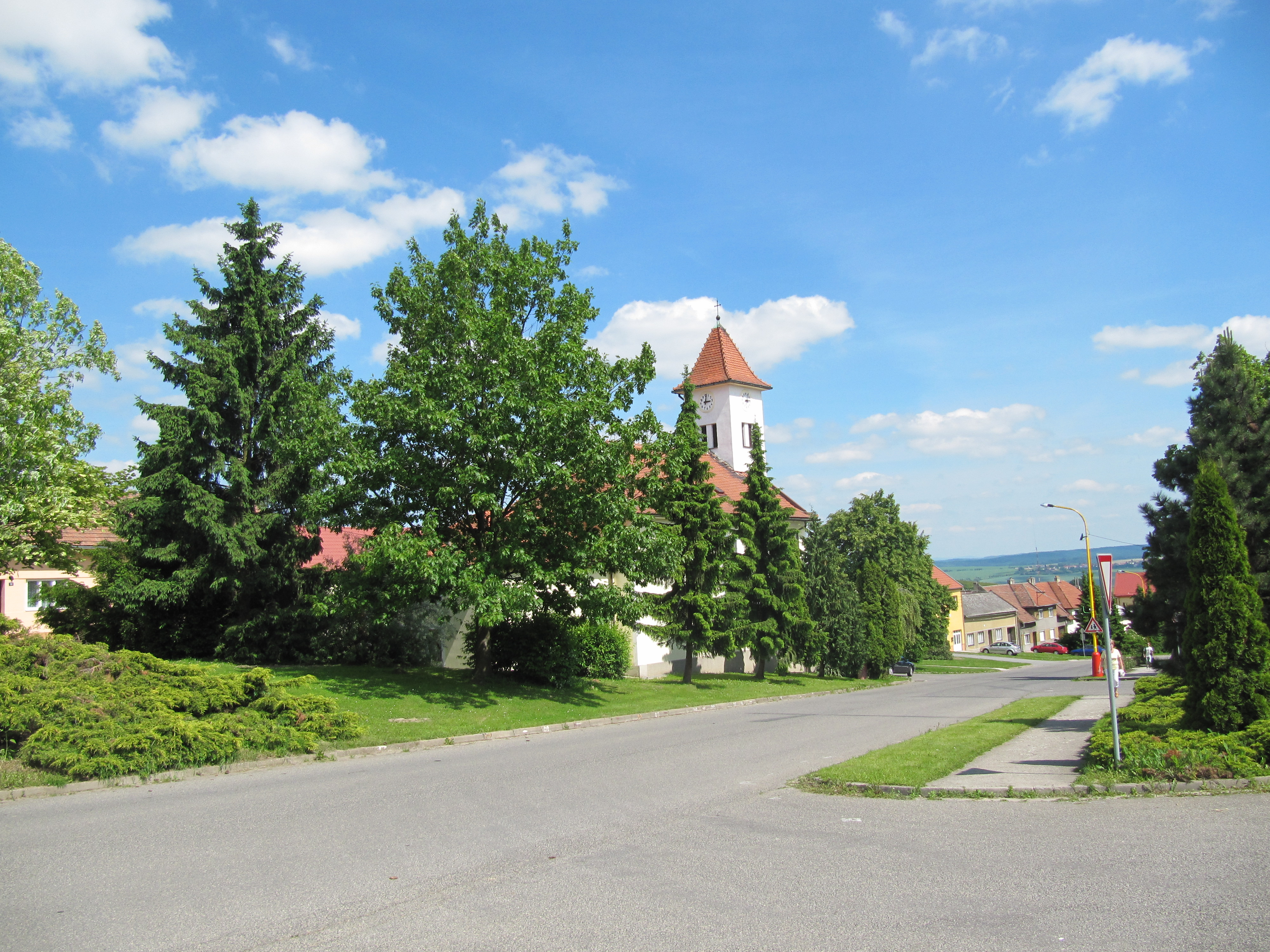
Dorfanger von Žlutava

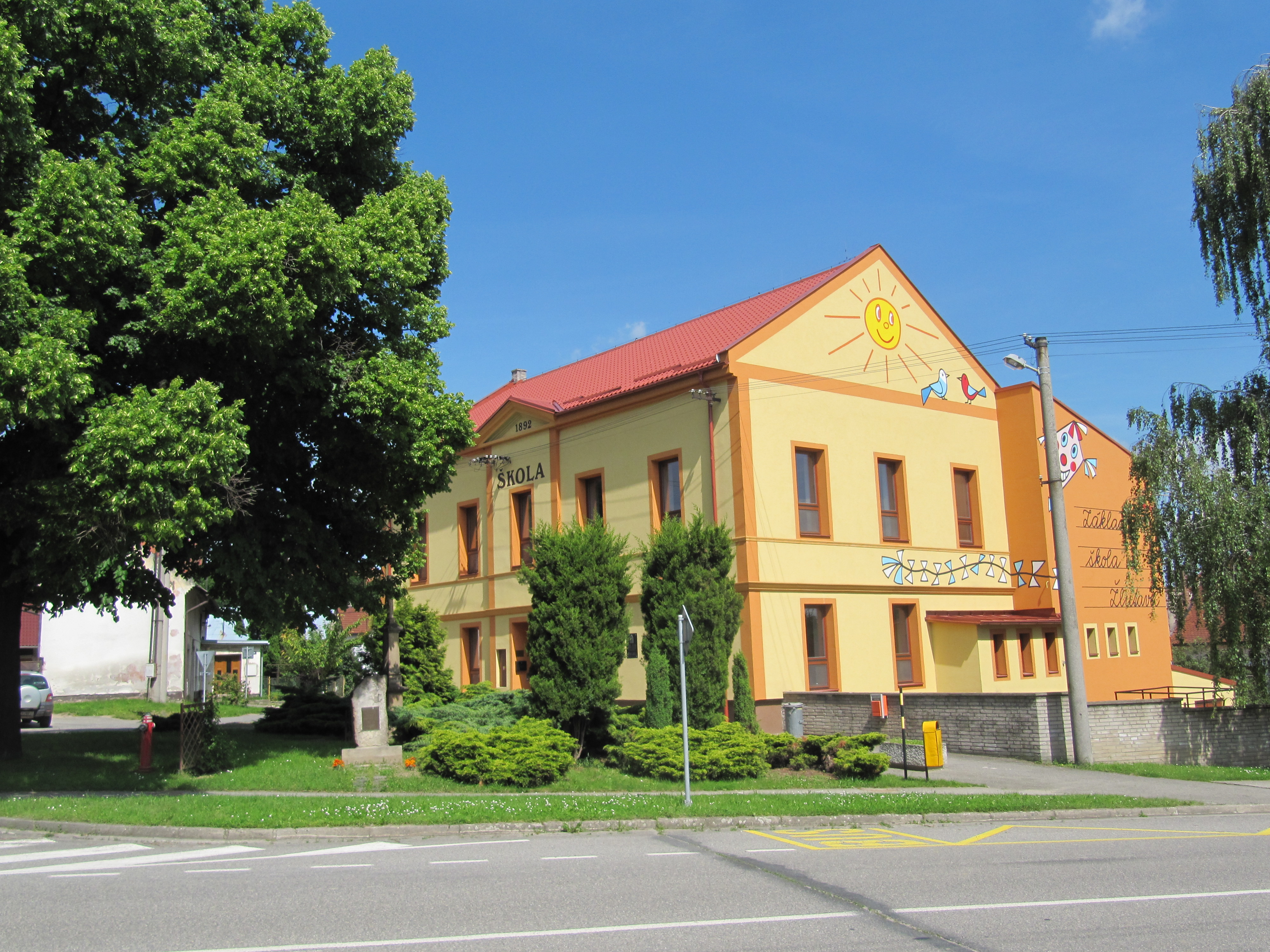
Schule

Žlutava (deutsch Schlutawa, früher Zuttaw) ist eine Gemeinde in Tschechien. Sie liegt vier Kilometer westlich von Otrokovice und gehört zum Okres Zlín.

## Geographie
Žlutava befindet sich rechtsseitig über dem Tal der March in den nordöstlichen Ausläufern des Marsgebirges am Rande des Naturparks Chřiby. Östlich des Dorfes mündet die Dřevnice in die March. Nördlich erhebt sich der Tresný (278 m), im Osten die Dubová (307 m) und westlich die Sudná (344 m). Gegen Südwesten liegt der Sandsteinbruch Žlutava.
Nachbarorte sind Romanice und Bělov im Norden, Bahňák im Nordosten, Otrokovice und Kvítkovice im Osten, Pod Dubovou, Oldřichovice, Pohořelice und Napajedla im Südosten, Žlaby, Šardice, Zadřínové, Kateřinice und Halenkovice im Süden, Kržle im Südwesten, Kozinec und Kostelany im Westen sowie Nová Dědina, Podkoryta und Kopaniny im Nordwesten.

## Geschichte
Archäologische Funde belegen eine frühzeitliche Besiedlung der Gegend. Dazu gehören mehrere Lagerplätze von Mammutjägern aus der Altsteinzeit, sowie weitere Funde aus der Jungsteinzeit, Bronzezeit und der Zeit des Großmährischen Reiches.
Žlutava wurde in der zweiten Hälfte des 17. Jahrhunderts durch Johann von Rottal gegründet. Die erste schriftliche Erwähnung des zur Herrschaft Napajedla gehörigen Dorfes erfolgte 1671 unter dem Namen Zutowa. Bis zur Mitte des 19. Jahrhunderts blieb Zutowa immer nach Napajedla untertänig.
Nach der Aufhebung der Patrimonialherrschaften bildete Zutowa / Zuttaw ab 1850 eine Gemeinde in der Bezirkshauptmannschaft Uherské Hradiště. Im Jahre 1863 brannte das ganze Dorf nieder. 1866 schleppten preußische Truppen die Cholera ein, an der innerhalb von zwei Wochen 76 Einwohner verstarben. Ab 1872 wurde die Gemeinde als Žlutavá, ab 1881 als Žlutavy und ab 1885 als Žutavy bezeichnet. Der Bau der Straße von Napajedla über Žutavy zum herrschaftlichen Sandsteinbruch erfolgte 1885. Im Jahre 1892 wurde die Volksschule erbaut. Der heutige Ortsname Žlutava ist seit 1893 gebräuchlich. Auf dem Dorfanger befand sich die sogenannte Wäsche, eine 4 × 3 m große und anderthalb Meter tiefe Grube. Sie diente den Frauen des Dorfes zum Waschen von Wäsche und Windeln sowie zur Reinigung landwirtschaftlicher Utensilien vom Mist. Wegen der von der Wäsche ausgehenden Verunreinigung des daneben liegenden Trinkwasserbrunnens kam es zum Ausbruch der Ruhr. Infolge der Epidemie, bei der zwölf Personen verstarben, wurde die Wäsche 1902 zugeschüttet. Im Jahre 1902 gründete sich die Freiwillige Feuerwehr. Im Jahr darauf erfolgte der Bau der Straße nach Bělov. Im Jahre 1930 lebten in der Gemeinde 880 Menschen. Nach der Errichtung der Baťa-Werke in Otrokovice fand ein Teil der Einwohner dort eine Anstellung. Im Jahre 1954 war die Einwohnerzahl auf 1040 angewachsen. Zehn Jahre später hatte das Dorf 1106 Einwohner. Ab 1950 gehörte die Gemeinde zum Okres Gottwaldov-okolí und ab 1961 zum Okres Gottwaldov, der seit 1990 wieder den Namen Okres Zlín trägt. Der Sandsteinbruch wird heute von der Kamenolom Žlutava s.r.o. betrieben.

## Gemeindegliederung
Für die Gemeinde Žlutava sind keine Ortsteile ausgewiesen. Zu Žlutava gehören die Ansiedlungen Kozinec, Romanice und Žlaby.

## Sehenswürdigkeiten

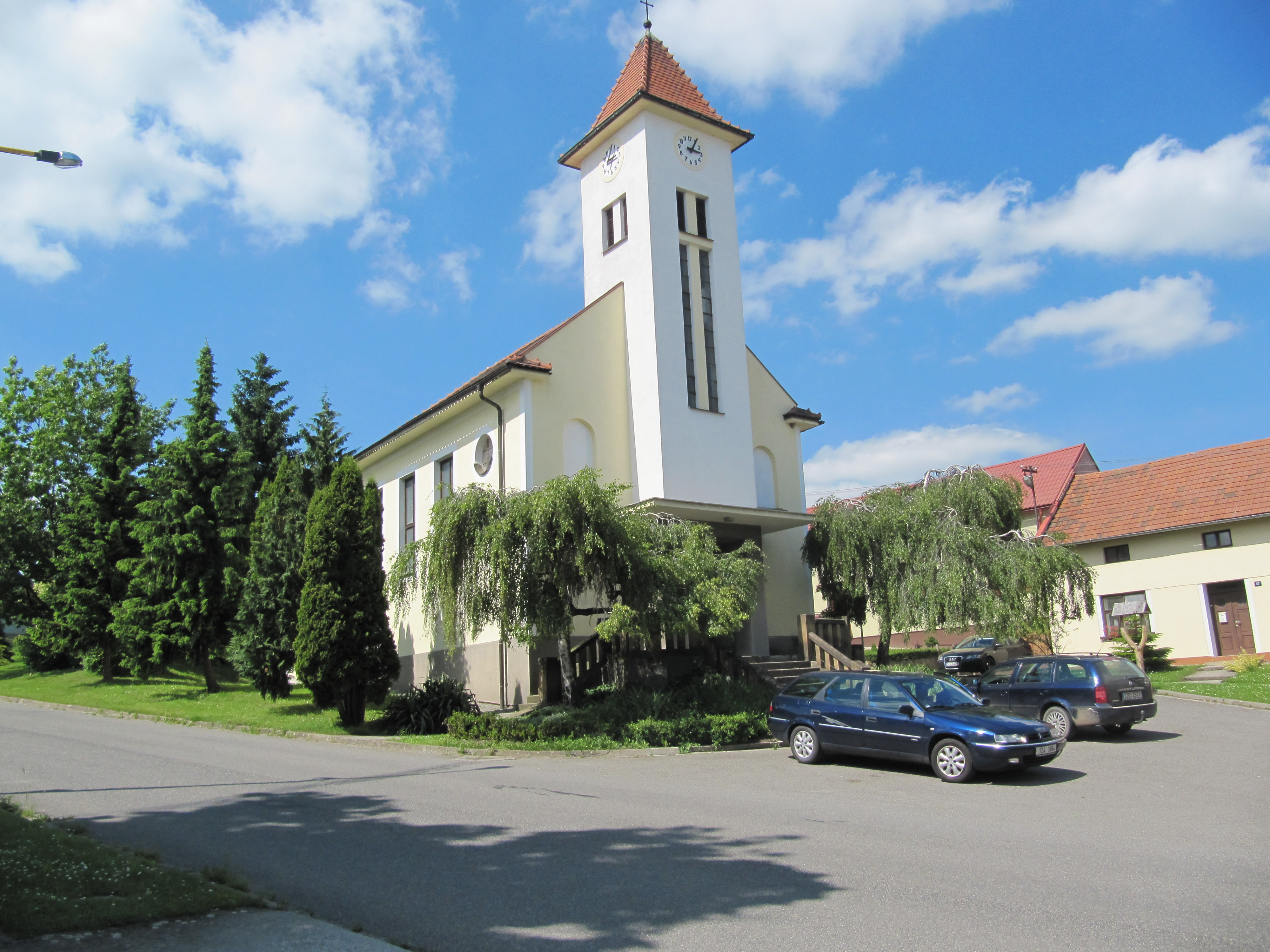
Kirche der hl. Kyrill und Method

- Kirche der hll. Kyrill und Method, erbaut 1939 auf dem Dorfanger anstelle eines Glockenturmes
- Kapelle an der Sudná im Oberdorf
- Zwei mächtige Linden, die eine wächst vor der Grundschule, die andere neben der Kapelle
- Denkmal für die Gefallenen des Ersten Weltkrieges an der Freiheitslinde, errichtet 1929
- Gedenkstein für T.G.Masaryk, er wurde 1938 auf dem Dorfanger errichtet